# Хаякава Сэнкитиро
Сэнкитиро Хаякава (яп. 早川千吉郎; 5 августа 1863 — 14 октября 1922) — японский чиновник, политик и предприниматель. С 1921 года занимал пост президента Южно-Маньчжурской железной дороги.

## Биография
Родился в японском городе Канадзава, префектура Исикава. В 1887 году окончил юридический факультет Токийского императорского университета. В январе 1890 года он был принят в Министерство финансов, и стал директором Банка Японии в 1899 году.
После ухода с государственной службы, Хаякава стал директором Mitsui Bank в 1901 году, а после, в 1909 году, председателем правления. С созданием дзайбацу Mitsui Gomei, путем слияния Mitsui Bank и Mitsui Trading, Хаякава стал вице-директором в 1918 году, но в следующем году он покинул Mitsui, чтобы стать директором Тёсэн-банка. На период с 1920 по 1922 годы он был назначен членом палаты пэров. В мае 1921 года он также стал президентом Южно-Маньчжурской железной дороги, и умер в собственном офисе из-за инсульта в октябре 1922 года.